# Bocfölde
Bocfölde è un comune dell'Ungheria di 2.100 abitanti (dati 2001). È situato nella contea di Zala.